# Papa Sisto I
Sisto I (in latino Xystus; Roma, 42 – Roma, 126/128) è stato il 7º vescovo di Roma e papa della Chiesa cattolica, che lo venera come santo. Fu papa orientativamente tra il 117/119 e il 126/128.

## Biografia
Era figlio di un certo Pastor, romano della regione di via Lata, dalle parti dell'odierna via del Corso. Il suo nome, Xystus, probabilmente di origine greca, è stato in seguito erroneamente confuso con Sistus (che ne ha proseguito la numerazione) in riferimento al fatto che fu il sesto successore di Pietro.

### Pontificato
Eletto con i voti di tutto il clero romano, secondo il Catalogo Liberiano dei papi, svolse il suo pontificato sotto l'imperatore Adriano, «a consulatu Nigri et Aproniani usque Vero III et Ambibulo» («dal consolato di Nigro e Aproniano a quello di Vero III e Ambibulo»), ovvero dal 117 al 126. Il Liber pontificalis, che omette il riferimento alla data di inizio del suo episcopato, riporta la stessa data per l'anno finale, parlando di una durata di dieci anni, due mesi e un giorno.
Lo storico Eusebio di Cesarea invece, in due scritti diversi riporta due periodi diversi: nel Chronicon dice che fu papa dal 114 al 124, mentre nell'Historia ecclesiastica afferma che regnò dal 114 al 128. In ogni caso, tutti gli studiosi concordano sul fatto che regnò circa 10 anni.

#### Contesto storico
Durante il suo pontificato, la situazione dei cristiani nell'Impero romano era caratterizzata da un clima di relativa tolleranza ma ancora precario. Negli ultimi anni del suo regno, l'imperatore Traiano aveva mitigato la politica persecutoria nei confronti dei cristiani, come testimonia la corrispondenza con Plinio il Giovane, governatore della Bitinia. Con l'ascesa al trono di Adriano, questa politica di cauta tolleranza proseguì.
Adriano scrisse al proconsole d'Asia che i cristiani dovevano essere puniti solo se si dimostrava che avessero effettivamente violato delle leggi e che le loro calunnie dovevano essere sanzionate. Tuttavia, questo non significava che i cristiani potessero professare liberamente la loro fede. Restava sempre il rischio di persecuzioni locali e di accuse basate sul semplice fatto di essere cristiani.

#### Le riforme
Secondo il Liber pontificalis, durante il suo pontificato emanò 3 disposizioni:
- nessuno, ad eccezione dei ministri del culto, durante la consacrazione può toccare il calice e la patena;
- i vescovi che si sono recati presso la Santa Sede, al loro ritorno nella diocesi devono presentarsi con una lettera apostolica, secondo il modello della formata, che conferma la loro piena comunione con il successore di Pietro;
- dopo il Prefazio della messa il sacerdote deve recitare il Sanctus con l'assemblea.

La seconda disposizione a lui attribuita è desunta dal canone III della raccolta di un ipotetico concilio di papa Silvestro I e di 275 vescovi, stesa all'epoca di papa Simmaco. Il canone in questione era inteso a garantire la comunione di ogni vescovo con la diocesi di Roma. Riguardo alle altre due, gli storici della liturgia ritengono che siano attribuzioni anacronistiche, riferite ad un periodo successivo della storia della Chiesa.
Inoltre, è verosimile che sia lui il vescovo proveniente dall'Oriente a cui nel finale della Passio di Alessandro, Evenzio e Teodolo si rivolge Severina perché assegni un vescovo per la celebrazione della messa presso il sepolcro dei tre martiri.

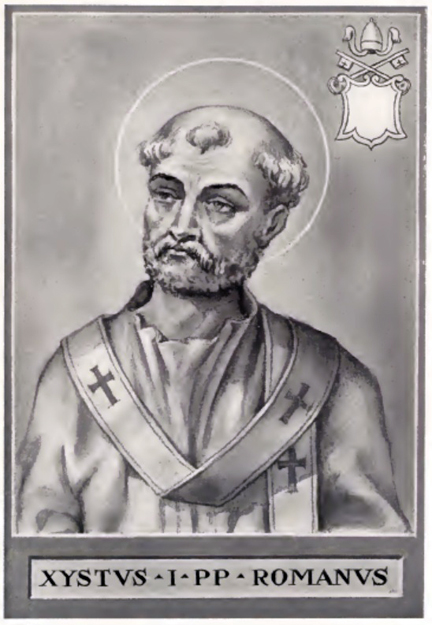
Illustrazione di Artaud de Montor (1842)

Al periodo del suo papato forse, risalgono le prime divergenze tra la Chiesa di Roma e le chiese d'Oriente. Infatti si ha notizia da Ireneo di Lione, che papa Sisto I non impose alla Chiese che celebravano la pasqua secondo il calendario giudaico, cioè il giorno 14 del mese di Nisan, di cambiare data seguendo la prassi della Chiesa di Roma. Pare invece che sia stato lui ad inviare i primi missionari ad evangelizzare la Gallia, tra cui san Pellegrino.

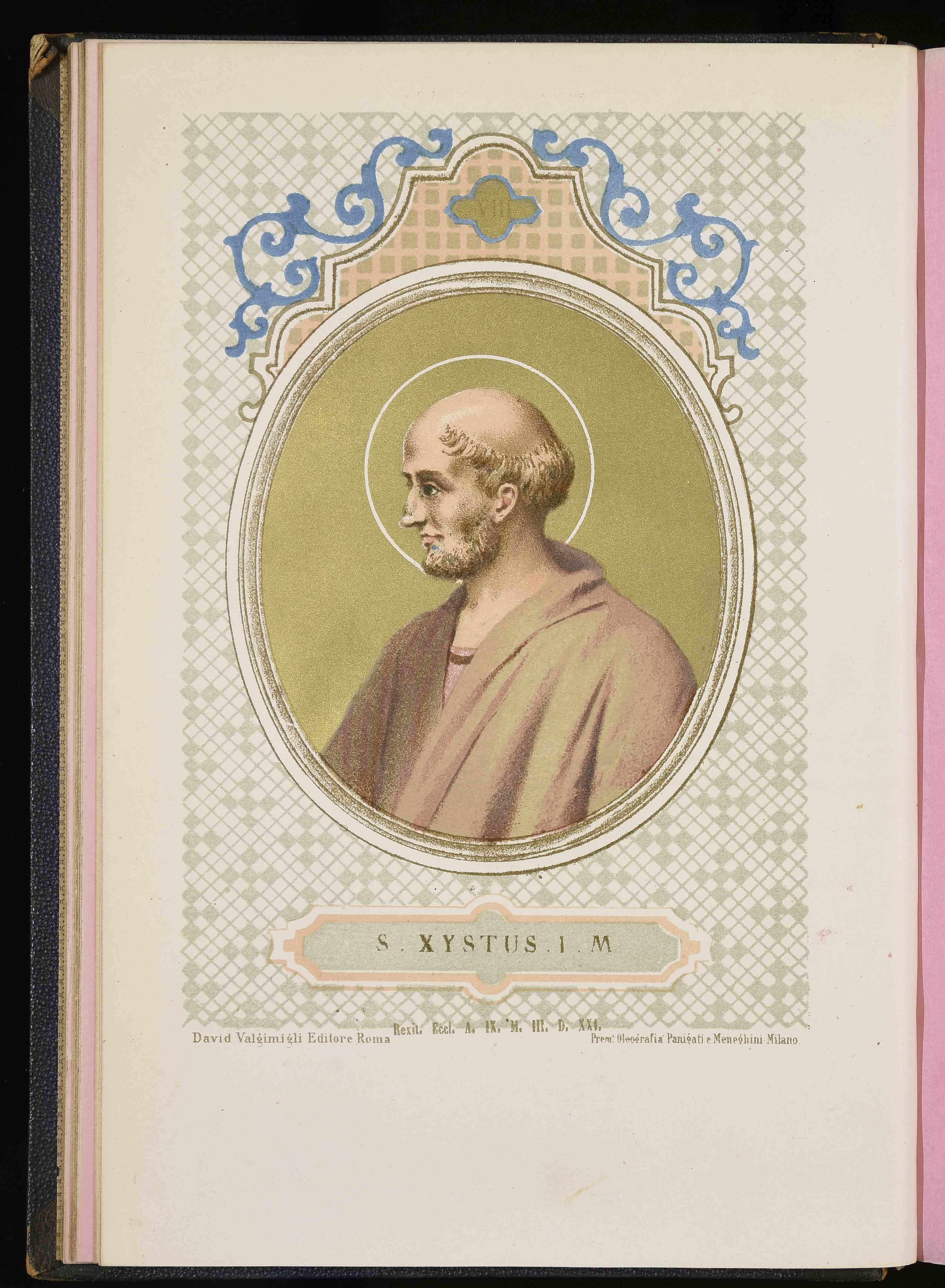
Cromolitografia del 1879

A lui furono attribuite due lettere, sulla dottrina della Trinità e sul primato del vescovo di Roma, che sono considerate apocrife.

### Morte
Alla sua morte, il suo corpo fu inumato nella Necropoli vaticana, a fianco al corpo di san Pietro.
Il Catalogo Feliciano dei Papi e i vari martirologi lo citano come martire, ma poiché non vi sono dettagli sul tipo di martirio, né altri documenti, il Calendario Universale della Chiesa attualmente non lo annovera nell'elenco dei martiri. Però è significativo che Ireneo di Lione non lo menzioni tra i martiri.

## Culto

### Memoria liturgica

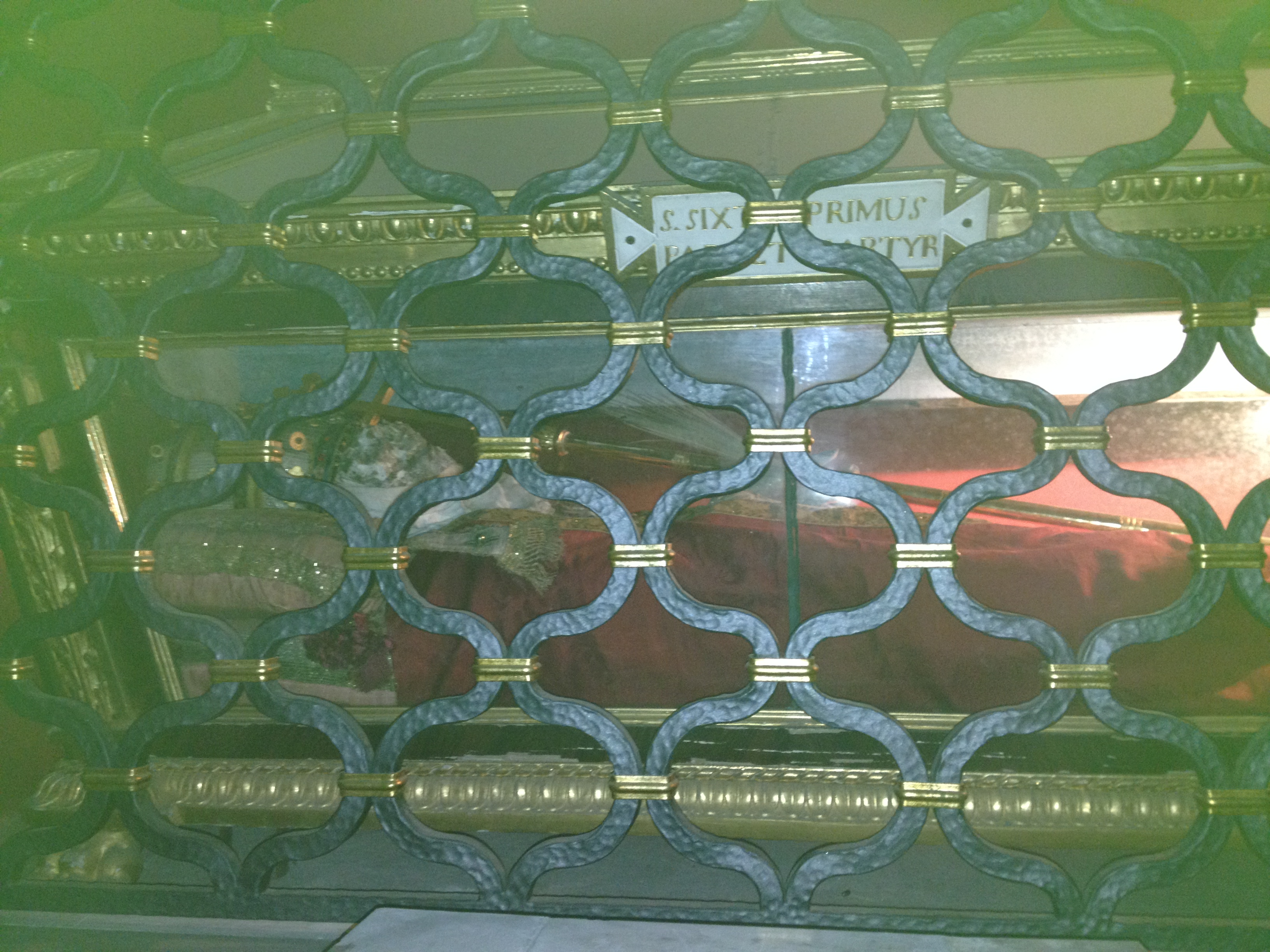
Il corpo di Sisto I conservato nella cattedrale di Savona.

La memoria liturgica di San Sisto I ricorre il 3 aprile.

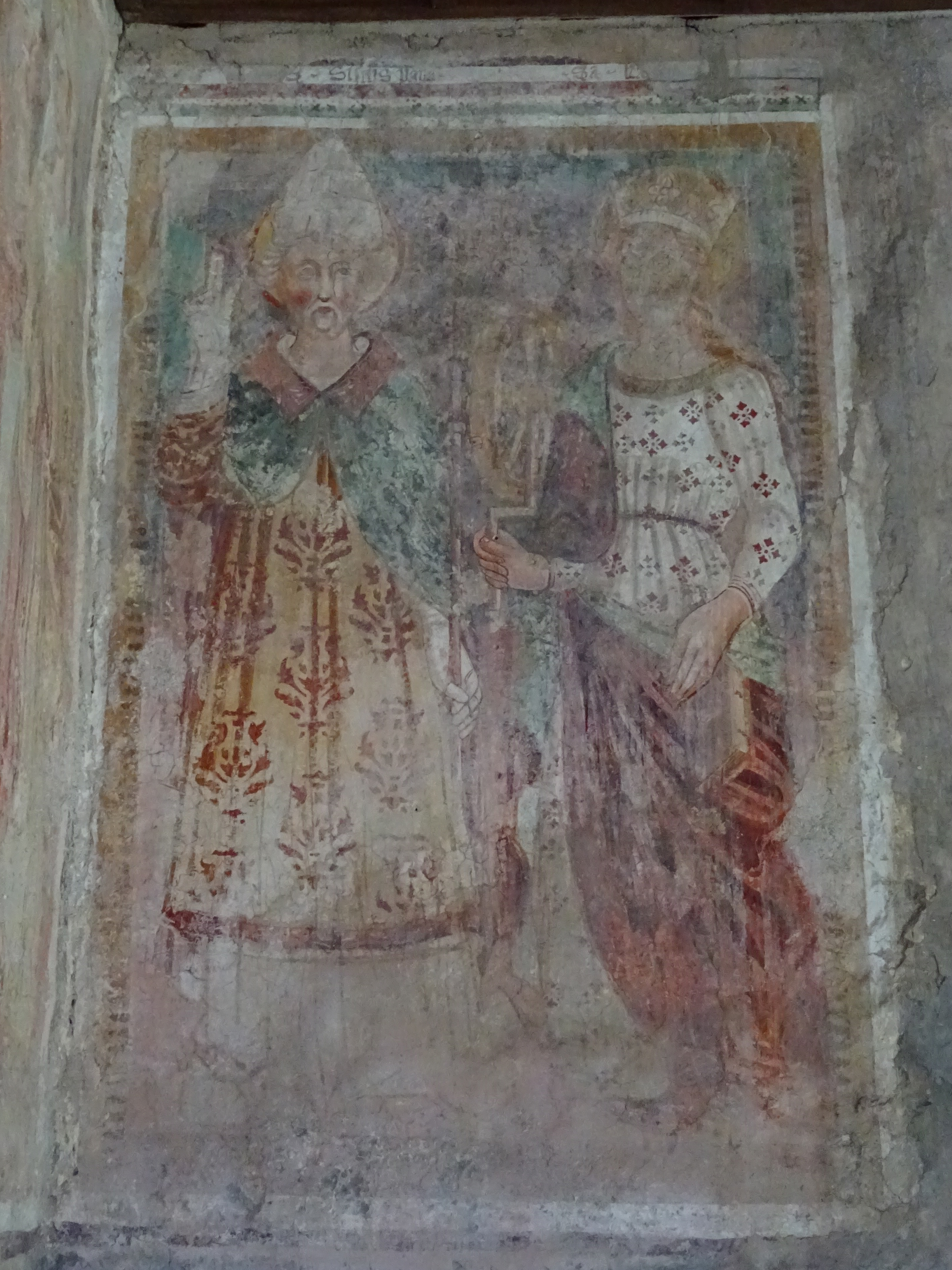
Affresco raffigurante san Sisto I insieme a santa Caterina d'Alessandria presso la chiesa dei Santi Filippo e Giacomo in Segonzone

Dal Martirologio Romano:
Il suo nome è compreso nella lista di vescovi di Roma alla data del 23 dicembre nel Martirologio geronimiano, ma la sua commemorazione compare alla data del 6 aprile, salvo in alcuni casi, dove è registrata alla data del 3 aprile, corrispondente a quanto scritto nel Liber pontificalis.

### Reliquie
Viene venerato come patrono di Alife e di Alatri, nelle diocesi di Alife e di diocesi di Anagni-Alatri. Variegate sono le tradizioni locali per cui le reliquie di san Sisto I si trovino in queste due città.
Dal Medioevo, fino a pochi anni or sono, la questione delle reliquie ha diviso le città di Alife e di Alatri, ognuna delle quali riteneva di detenere per intero il corpo di san Sisto. Recenti studi, condotti sia ad Alife che ad Alatri negli anni ottanta, mostrano che entrambe le città hanno circa il 50% del corpo del Santo..
Queste tradizioni locali hanno solide origini medievali. In modo particolare, la traslazione ad Alatri verrebbe confermata in documenti reperiti durante una ricognizione delle reliquie fatta nella concattedrale di San Paolo nel 1584
Alcune altre reliquie sono conservate in San Sisto a via Appia, dove, nella parete sinistra della chiesa, è murato, dietro una lapide, un cofanetto che le contiene, insieme a quelle di altri martiri.
Risulta inoltre che il capo e gran parte del corpo siano conservati a Savona nella cattedrale di Nostra Signora Assunta, in una teca sopra l'altare della cappella in testata alla navata laterale destra. Le reliquie, come riporta una lapide murata nella parete sinistra della cappella, sono state donate sotto il pontificato di papa Paolo V e trasferite a Savona il 12 agosto 1612 in un primo momento nella chiesa di San Giacomo. Da qui furono poi traslate in cattedrale nel 1801 e collocate nella loro posizione attuale nel 1814.